# دومينزا
دومينزا هي بلدية في مقاطعة فاريزي في منطقة لومبارديا الإيطالية، وتقع على بعد حوالي 70 كيلومترا (43 ميلي) شمال غرب ميلانو وحوالي 25 كيلومترا (16 ميلا) شمال فاريزي، على الحدود مع سويسرا.

## نبذة
تحتوي بلدية دومينزا على فرازيوني (التقسيمات الفرعية ، وخاصة القرى والنجوع) رونو (مسقط رأس الرسام برناردينو لويني) ، ديو كوساني ، ستيفيليانو ، وتريزينو.
تقع دومينزا على حدود البلديات التالية: أغرا ، أستانو (سويسرا) ، كوريغليا كون مونتيفياسكو ، لوينو ، ماكانيو كون بينو إي فيداسكا ، ميغليغليا (سويسرا) ، مونتيجيو (سويسرا) ، نوفاجيو (سويسرا) ، سيسا (سويسرا).

## مشاهير
- فينسينزو بيروجيا
- بارتولوميو سكابي

## روابط خارجية
- الموقع الرسمي باللغة الإيطالية